# متحف عبد الرؤوف خليل
يعد متحف عبد الرؤوف خليل من أهم وأجمل المتاحف والمعالم السياحية في المملكة العربية السعودية؛ لأهميته الحضارية والأثرية. لقد زار المتحف العديد من السياسيين والآمراء ومن أبرزهم؛ الملك تشارلز والأميرة ديانا.

## نبذة عن المتحف
تم البدء بإنشاء متحف عبد الرؤوف خليل عام 1987م، في مدينة الطيبات التي أسسها عبدالرؤوف خليل في حي الفيصيلة بمدينة جدة. وتم الافتتاح في عام 1996م. يبلغ مساحة المتحف حوالي خمسة آلاف متر مربع، حيث أنه يعتبر من أكبر صالات العرض المتحفي في المملكة العربية السعودية.
متحف عبد الرؤوف خليل هو عبارة عن متحف لعرض المقتنات الأثرية، ويتميز بأنه يضم العديد من الآثار المتنوعة التي تعود لتاريخ منطقة شبة الجزيرة العربية والثقافة السعودية والحضارة الإسلامية العثمانية. بالإضافة إلى ذلك فإنه يتميز بتأثره بالحضارة الصينية والحضارات الأخرى كالحضارة الأوروبية.

## أقسام المتحف
ينقسم متحف عبد الرؤوف خليل إلى ثلاثة أقسام، وهي كالآتي:
- القسم الأول:

يمثل المرحلة الأولى والذي نجد فيه عرض للتراث السعودي وشرح للمراحل التي مر بها المجتمع السعودي وثقافته.
- القسم الثاني:

يمثل المرحلة الثانية والذي نجد فيه عرض للدولة العثمانية
- القسم الثالث:

يمثل المرحلة الثالثة والذي نجد فيه عرض للتطور الأوروبي القديم.
ويتميز تصميم المتحف بتصميم مميز مأخوذ من الطراز الإسلامي والحجازي، والتركيبات الخشبية المنقوشة والمزخرفة. كما تميز بالرواشين والنوافذ والأبواب المتنوعة شكلاً وحجماً، ويضم المتحف تسعة عشر نافورة. ويضم 18 قاعة تقريباً لعرض التحف المميزة والمتعددة، وقاعة الملك عبد العزيز وقاعة المعادن والأحجار تعد من أهم تلك القاعات.
وتكمن أهميته في عرض المحتويات الأثرية التي يرجع تاريخ بعضها إلى عهد قديم جداً، وتم بتنفيذ الإيحاء الجيد بالطرق المستعملة في البناء قديماً وعلى نفس وتيرة القطاعات وعادات وتقاليد كل مجتمع في ذلك الزمان وتميزت محتوياته وطريقة بنائه في أسلوب الطرح وإيصال المضمون. وتتمثل القيمة السياحية للمتحف بتوافقه مع متطلبات السوق السياحي من ناحية العرض وأساليب الطرح ويحظى بجاذبية كبيرة للسياح في رغبتهم لدخول المتحف وطرح الأسئلة التي تناقش بعد الزيارة عن كبر المتحف وضخامة بنائه؛ فهو أكبر صالات العرض المتحفي، واختلاف أنواع المقتنيات المعروضة حيث يحكي كل قطاع عن تاريخه وعراقته عبر الأزمنة والعصور إضافة إلى كبر مساحة الفناء الخارجي وتعدد الأشكال الجمالية فيه، ويشرح المركز أبوابه وفق رسوم مالية محددة طوال أيام الأسبوع.

## وصلات خارجية
- متاحف عبد الرؤوف خليل.. مَعلَم ثقافي وتراثي فريد في السعودية
- متحف عبد الرؤوف خليل أثر من طيبات الحجاز القديم
- جدة تودع «عاشق التراث» عبد الرؤوف خليل
- مدينة الطيبات